# Margit Brataas
Margit Svanhild Louise Brataas, även Bratås, född Karlsen den 29 december 1903 i Kristiania, död 17 december 1971 i Oslo, var en norsk skådespelare.
Brataas filmdebuterade 1942 i Toralf Sandøs Det æ'kke te å tru, följt av medverkan i Vad vore livet utan dig (1951), Trine! (1952) och Mästertjuven (1970). Hon var även verksam vid Folketeatret.

## Filmografi
- 1942 – Det æ'kke te å tru
- 1951 – Vad vore livet utan dig
- 1952 – Trine!
- 1970 – Mästertjuven